# پیمان برلین (۱۹۲۶)
معاهده برلین (پیمان بی‌طرفی و عدم تعرض آلمان و اتحاد جماهیر شوروی) (به آلمانی: Berliner Vertrag) (به روسی: Берлинский договор) معاهده‌ای میان آلمان و اتحاد جماهیر شوروی بود که در ۲۴ آوریل سال ۱۹۲۶ میلادی به امضا رسید و بر طبق آن طرفین متعهد به بی‌طرفی در صورت حمله به طرف دیگر توسط کشور ثالث برای پنج سال آینده شدند. این پیمان عهدنامه راپالو را که در سال ۱۹۲۲ میلادی میان این دو کشور منعقد شده بود، دوباره تأیید کرد.
مصوبات این پیمان در ۲۹ ژوئن سال ۱۹۲۶ میلادی در برلین بین طرفین مبادله شد و از همان روز اجرایی گردید. این معاهده در سوم ماه اوت سال ۱۹۲۶ میلادی در مجموعه معاهدات جامعه ملل به ثبت رسید. این معاهده با امضای توافق دیگری در ۲۴ ژوئن سال ۱۹۳۱ میلادی تجدید گردید که در پنجم ماه مه سال ۱۹۳۳ میلادی تصویب شد. این توافق نیز در ۱۵ ماه فوریه سال ۱۹۳۵ میلادی در مجموعه معاهدات جامعه ملل به ثبت رسید.

## متن
دولت آلمان و دولت اتحاد جماهیر شوروی سوسیالیستی،
تمایل دارند به انجام هر آنچه در توان آنها است برای حفظ صلح عمومی،
اطمینان دارند به اینکه منافع مردم آلمان و مردم دولت اتحاد جماهیر شوروی سوسیالیستی خواستار همکاری مداوم و قابل اعتماد است،
توافق کرده‌اند که روابط دوستانه موجود را به وسیله یک معاهده ویژه با مفاد زیر تقویت کنند:
ماده ۱:
روابط آلمان و دولت اتحاد جماهیر شوروی سوسیالیستی همچنان بر اساس معاهده راپالو استوار خواهد بود.
دولت آلمان و دولت اتحاد جماهیر شوروی سوسیالیستی به منظور ارتقا تفاهم در مورد همه مسائل سیاسی و اقتصادی که مشترکاً بر دو کشور تأثیر گذار است، ارتباط دوستانه خود را حفظ خواهند کرد.
ماده ۲:
اگر یکی از طرفین معاهده، علیرغم رویکرد صلح آمیز خود، مورد حمله یک یا چند قدرت ثالث قرار گیرد، طرف دیگر بی‌طرفی را برای تمام مدت درگیری رعایت خواهد کرد.
ماده ۳:
اگر در صورت بروز درگیری با ماهیت ذکر شده در ماده ۲ یا در صورتی که هیچ‌یک از طرفین درگیر عملیات جنگی نباشند، ائتلافی بین قدرت‌های ثالث با هدف تحریم اقتصادی یا مالی هر یک از طرفین ایجاد گردد، طرف دیگر متعهد می‌شود که به چنین ائتلافی پایبند نباشد.
ماده ۴:
پیمان حاضر به تصویب خواهد رسید و اسناد تصویب در برلین مبادله خواهد گشت. این معاهده از تاریخ مبادله اسناد تصویب، اجرایی و به مدت پنج سال ادامه خواهد داشت. دو طرف قبل از انقضا این مدت در زمان مناسب و با توجه به تحولات آینده روابط سیاسی خود، رایزنی خواهند کرد. با اعتقاد به این که امضا کنند نمایندگان تام‌الاختیار هستند.
امضاکنندگان:
آقای اشترزمان
آقای کرستینسکی

## واکنش‌ها
در آلمان این معاهده با معاهده تضمین مجدد بیسمارک با روسیه در سال ۱۸۸۷ میلادی مقایسه شد. آرا تأیید کننده این معاهده در کمیته خارجی رایشتاگ به اتفاق آرا بود که نخستین بار در نوع خود در جمهوری ویمار به حساب می‌آمد.
1. ویلهلم مارکس، صدراعظم آلمان: «قصد این معاهده انطباق روابط آلمان و روسیه که در معاهده راپالو برقرار شده بود، با شرایط سیاسی جدید ایجاد شده توسط معاهده لوکارنو است.»
2. گوستاو استرسمن، وزیر امور خارجه جمهوری ویمار: «ایده ترکیب سیاستِ مبنی بر معاهده لوکارنو با تحکیم روابط ما با روسیه»
3. ماکسیم لیتوینوف، دیپلمات شوروی: «تقویت پیمان راپالو»

## پیامدها
ماه ژوئن سال ۱۹۲۶ میلادی، «به لطف همکاری دولت آلمان»، بانکهای آلمانی اعتباراتی در مجموع بالغ بر ۳۰۰ میلیون مارک به اتحاد جماهیر شوروی اعطا کردند. نرخ بهره سالیانه به شکل ثابت ۹٫۴٪ تعیین شد. ماه اکتبر همان سال، دولت شوروی گروه قابل توجهی از نمایندگان رایشتاگ را به مسکو دعوت کرد.
با تمدید معاهده در ۲۴ ژوئن سال ۱۹۳۱ میلادی، بانکهای آلمان ۳۰۰ میلیون مارک دیگر برای خرید کالاهای صنعتی آلمان به اتحاد جماهیر شوروی اعطا کردند.
به هر حال از ابن زمان به بعد رابطه دو طرف حالت نزولی پیدا نمود و نهایتاً چند ماه پس از به قدرت رسیدن هیتلر به شکل کامل قطع شد.

### مقالات
- Crozier, Andrew J. (1997). "The Failed Peace". The causes of the Second World War. Blackwell Publishers. p. 67. ISBN 978-0-631-18601-4. Retrieved 2009-07-30.
- Tucker, Robert C. (1992). "THE DIPLOMACY OF RAPPROCHEMENT WITH GERMANY". Stalin in power: the revolution from above, 1928-1941 (reprint ed.). W. W. Norton & Company. p. 227. ISBN 978-0-393-30869-3. Retrieved 2009-07-30.
- Moss, Walter (2005). "Soviet Foreign Policy, 1917–1941". A history of Russia. Vol. 2 (2nd ed.). Anthem Press. p. 284. ISBN 978-1-84331-034-1. Retrieved 2009-07-30.

### کتاب‌ها
- Akten zur deutschen auswärtigen Politik 1918-1945. Serie B, 1925–1933
- Документы внешней политики СССР. Том 9. 1 января — 31 декабря 1926 г. — М. : Политиздат, 1965